# Nicolas Perrey

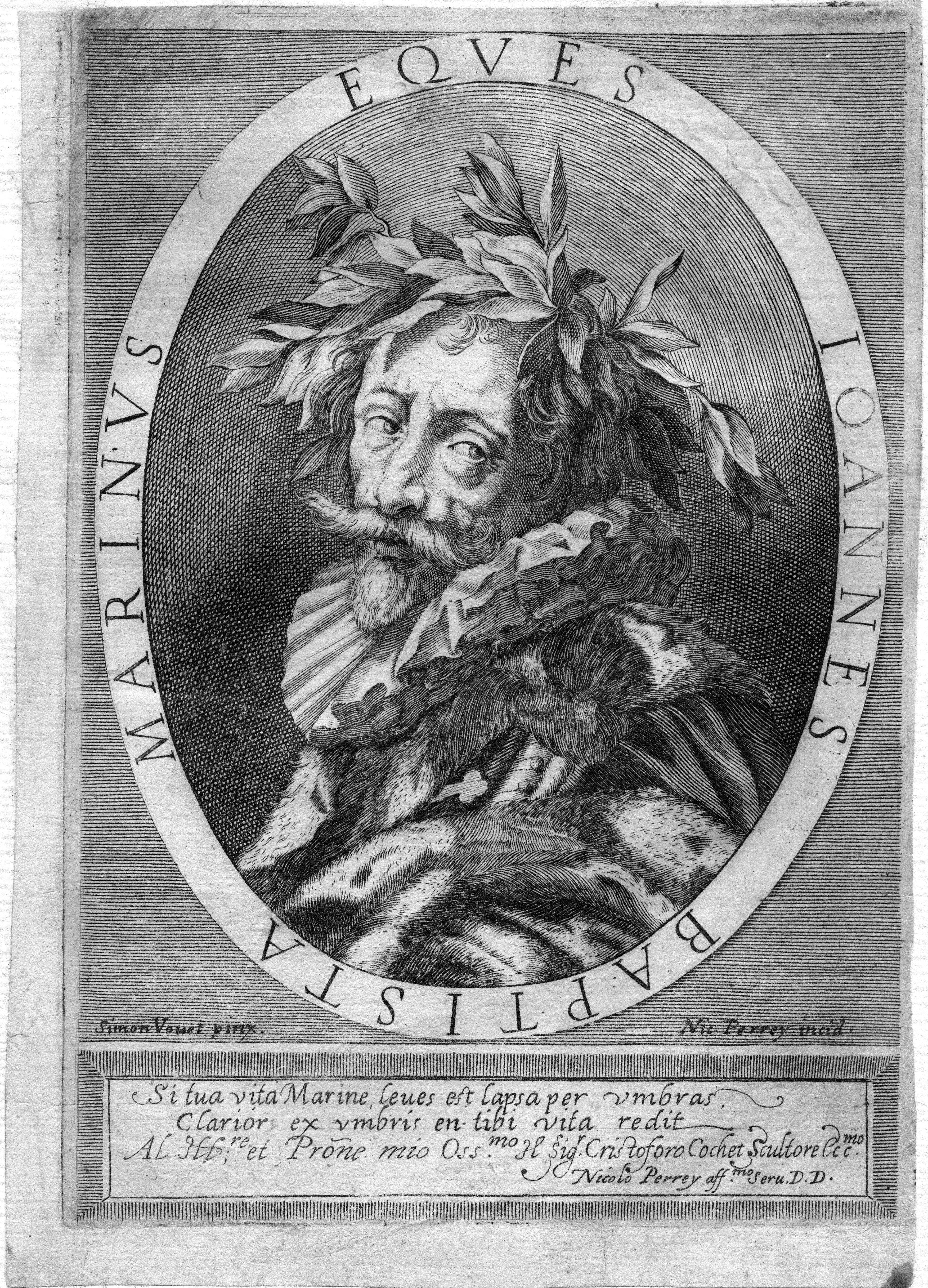
Il poeta Giovan Battista Marino in un'incisione di Nicolas Perrey.

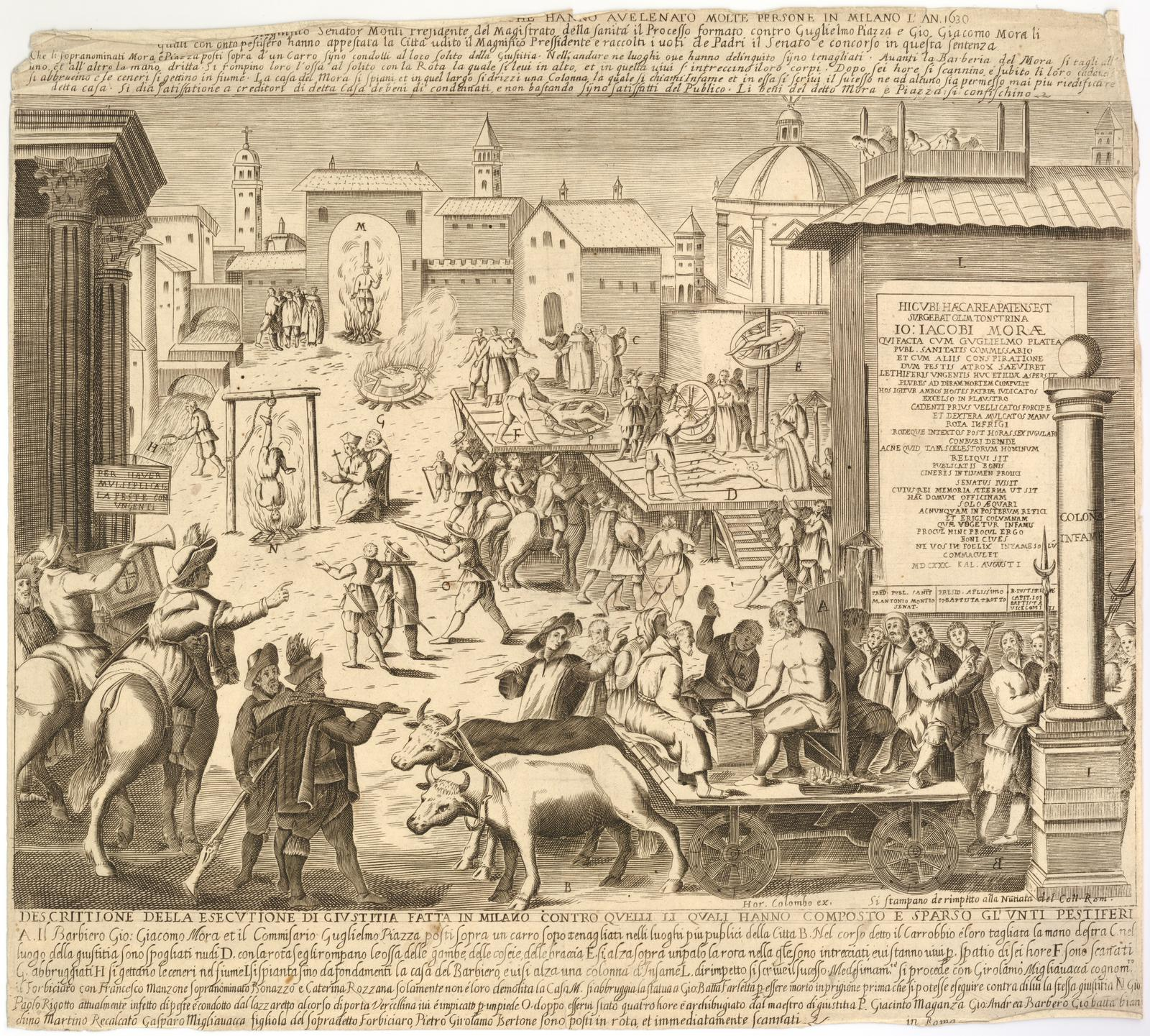
Processo degli untori di Milano, in un'incisione di Orazio Colombo.

Nicolas (Nicola, Nicolò, Nicolaus) Perrey (Salins-les-Bains, 4 dicembre 1596 (data del battesimo) – Napoli, 12 gennaio 1661) è stato un incisore e pittore francese, attivo a Napoli dalla metà degli anni dieci del Seicento, sino alla morte.

## Biografia

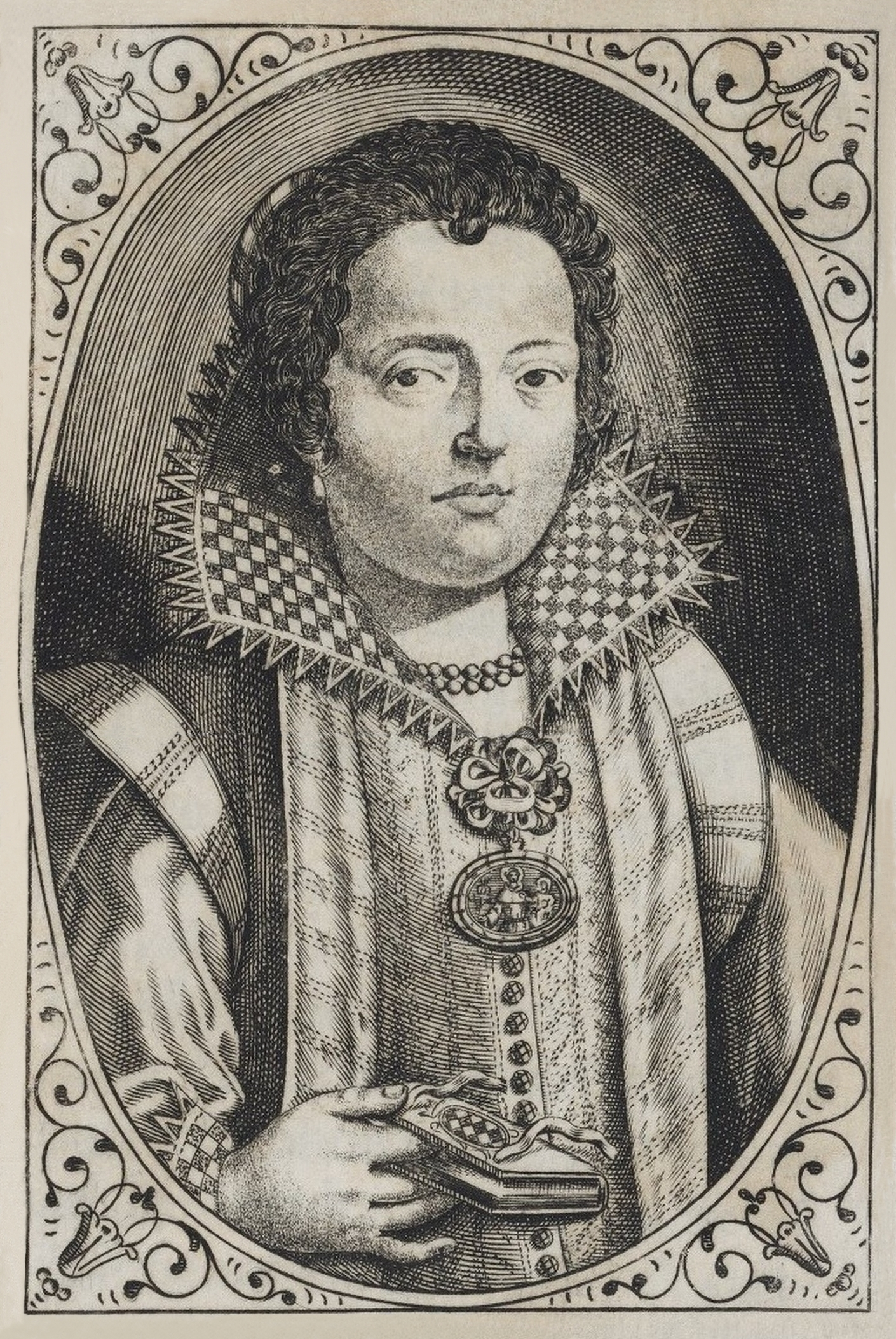
La cantante e musica Adriana Basile in un'incisione di Nicolas Perrey.

Nicolas Perrey fu battezzato il 4 dicembre 1596 a Salins, oggi Salins-les-Bains, in Borgogna. Suo padre Jean era un importante orafo di Salins-les-Bains, la madre si chiamava Claudia.
Si trasferì prima a Roma e poi a Napoli, dove si sposò tre volte ed ebbe almeno 5 figli. Fu uno dei più grandi incisori su rame del Seicento napoletano. Il suo stile si sviluppò nel solco della tarda Maniera romana e napoletana, sebbene alcune sue opere – principalmente ritratti – dialoghino con una cultura figurativa di stampo naturalista o addirittura barocco. Collaborò con Alessandro Baratta, Niccolò di Simone, Orazio Colombo. Morì a Napoli, il 12 gennaio 1661.

## Bibliografia

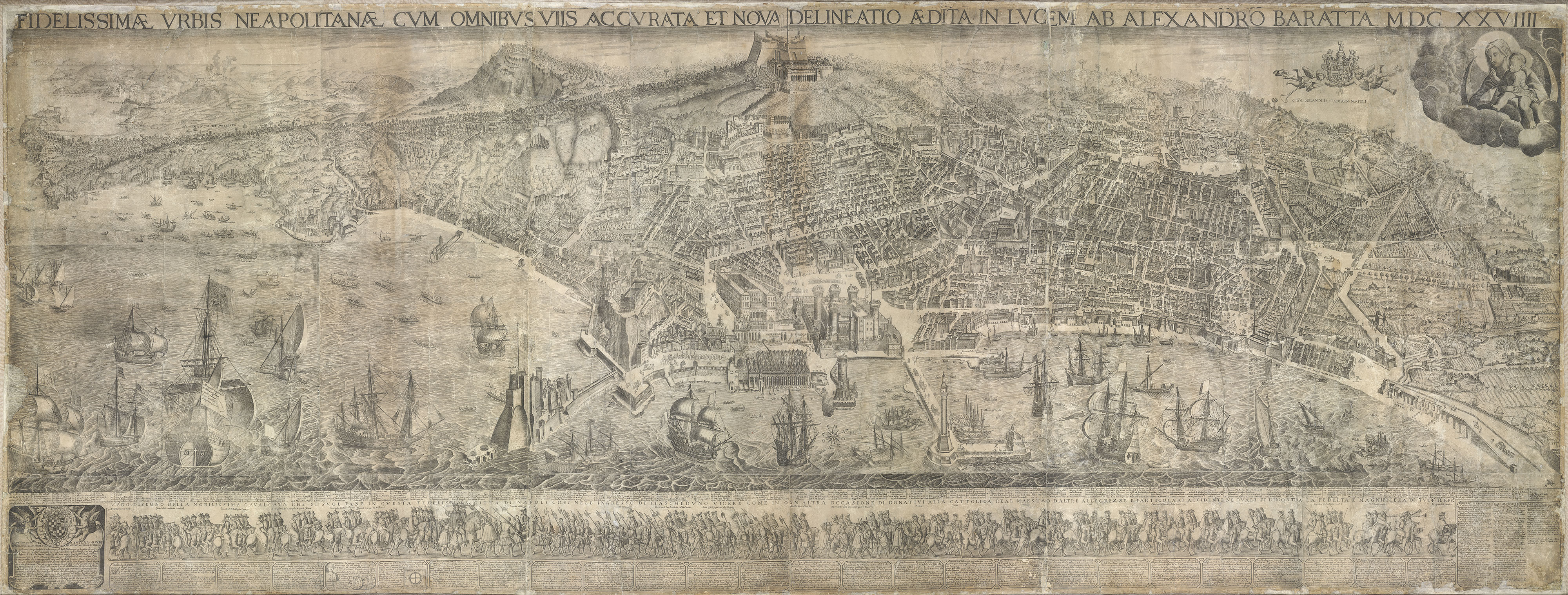
Pianta di Napoli di Alessandro Baratta. Primo assistente Nicolas Perrey

## Altri progetti

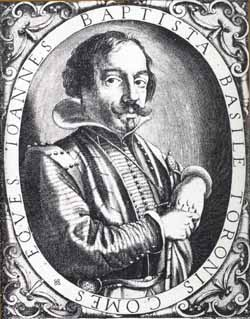
Il poeta Giovan Battista Basile in un'incisione di Nicolas Perrey.

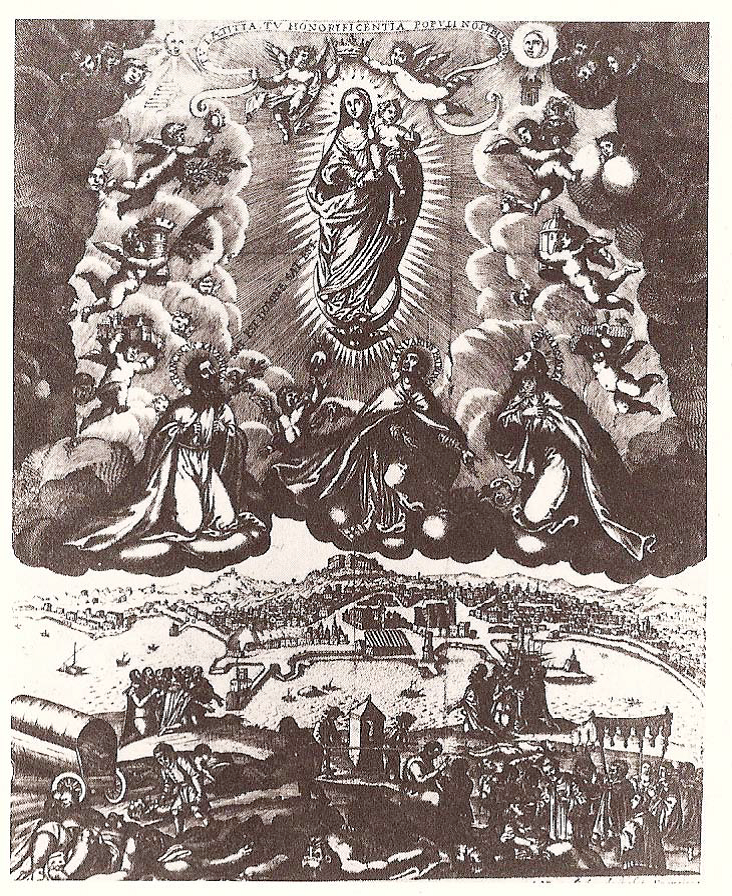
Vergine immacolata con Gesù, ai loro piedi san Gennaro al centro, san Francesco Saverio e santa Rosalia, sulla città di Napoli, incisione di Nicola Perrey.

## Collegamenti esterni

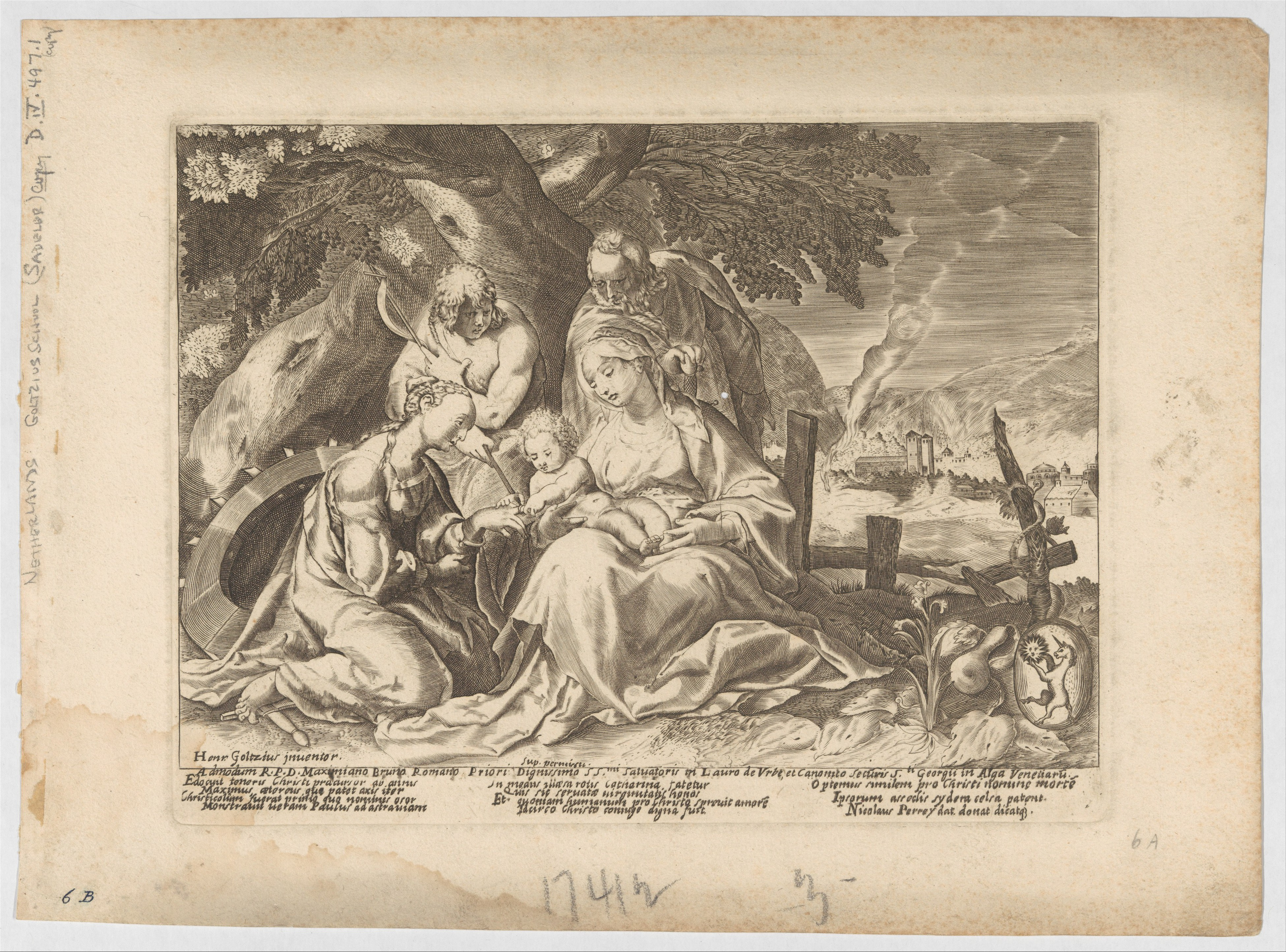
Il matrimonio mistico di santa Caterina, in un'incisione di Nicolas Perrey.

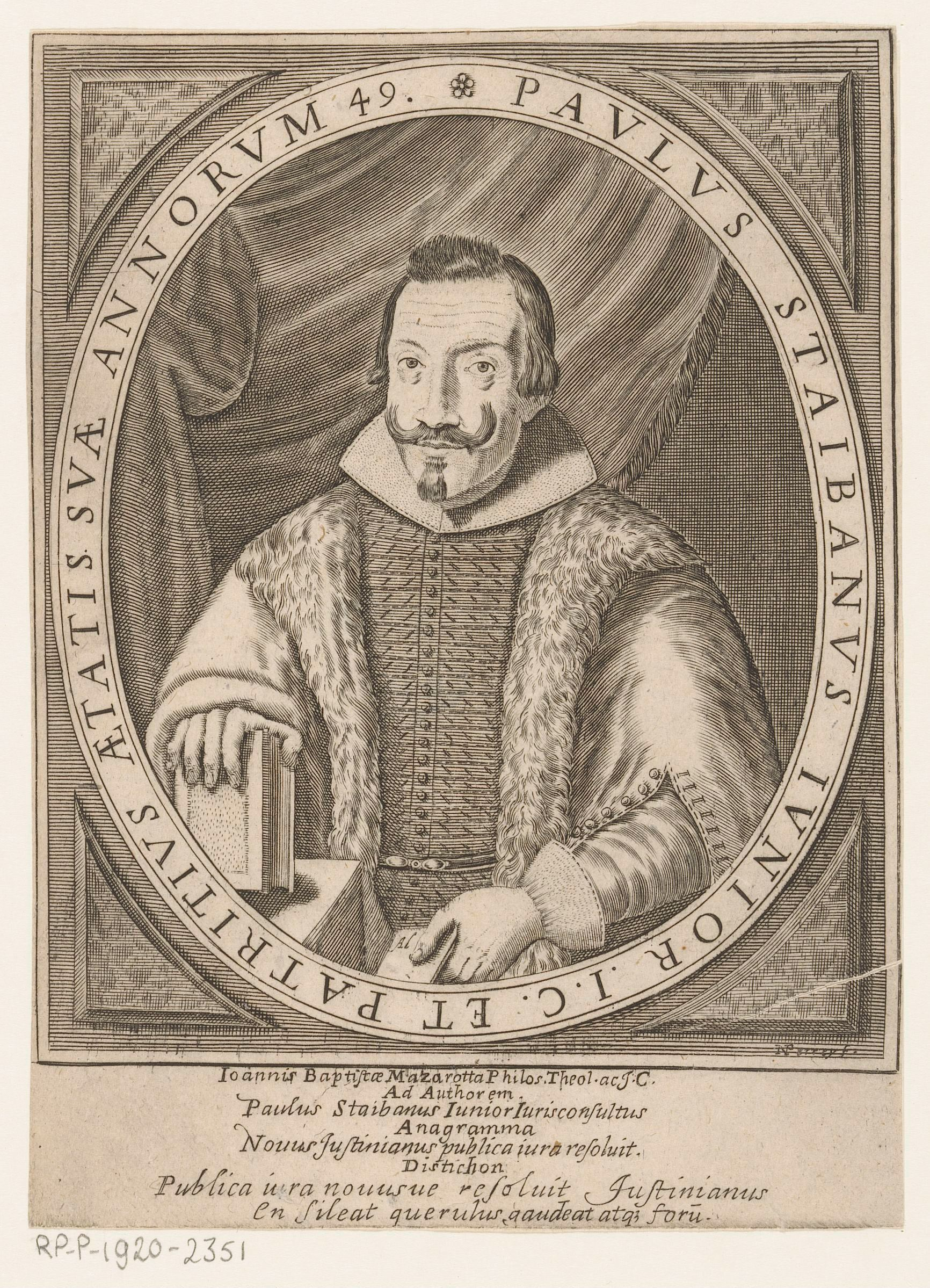
Paolo Staibano in un'incisione di Nicolas Perrey.

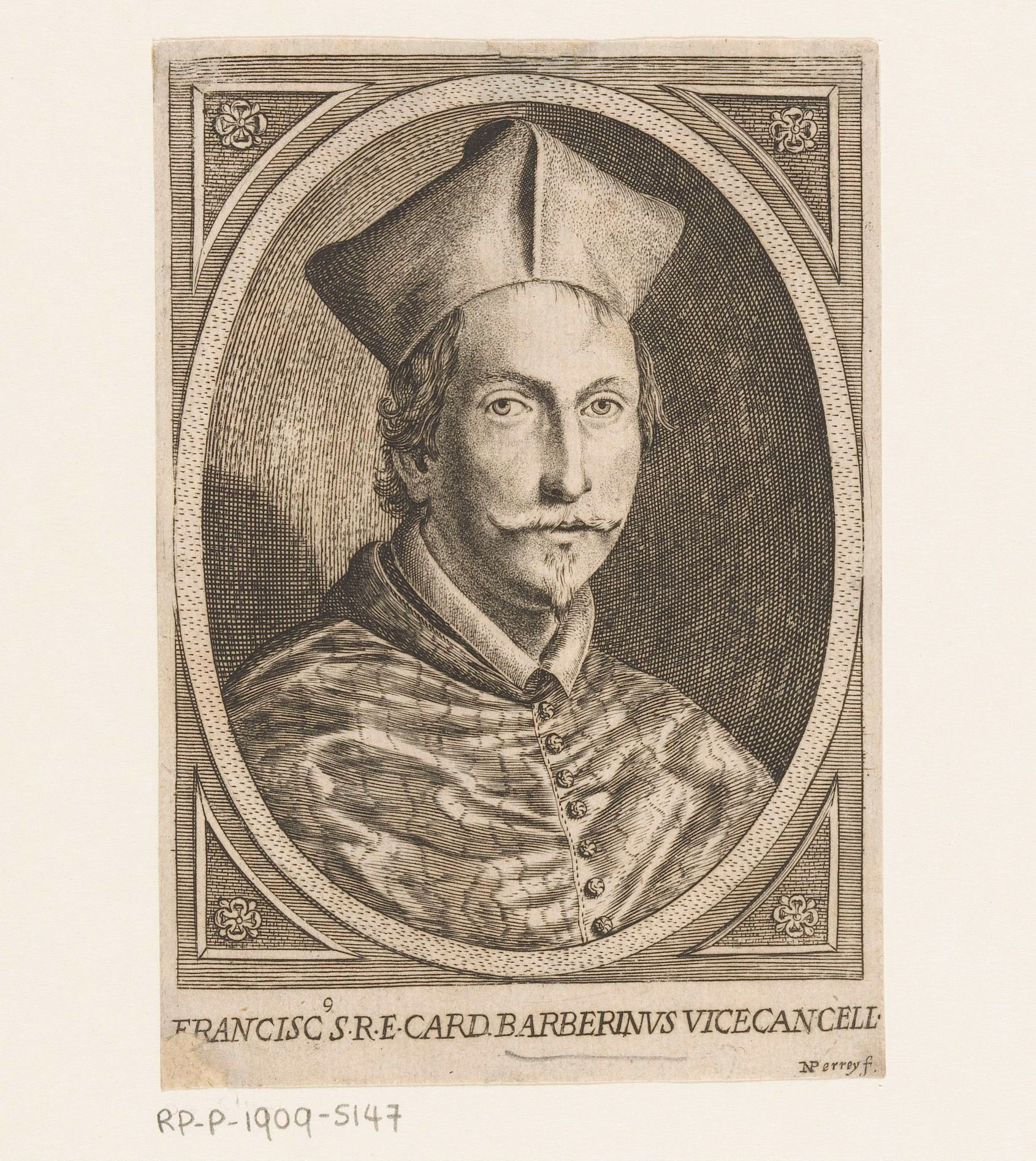
Francesco Barberino in un'incisione di Nicolas Perrey.

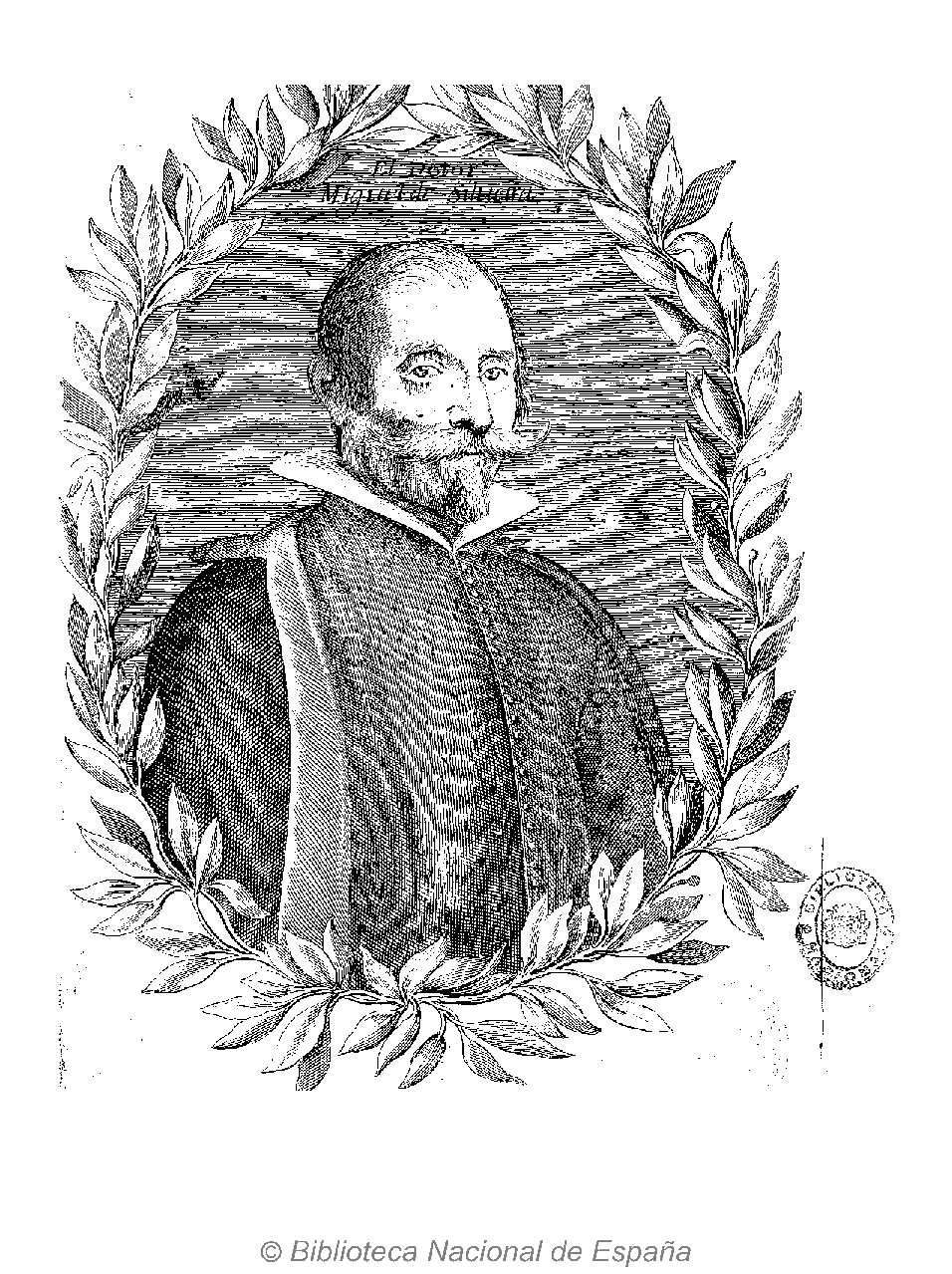
Il poeta Miguel de Silveira in un'incisione di Nicola Perrey.